# Galotxa

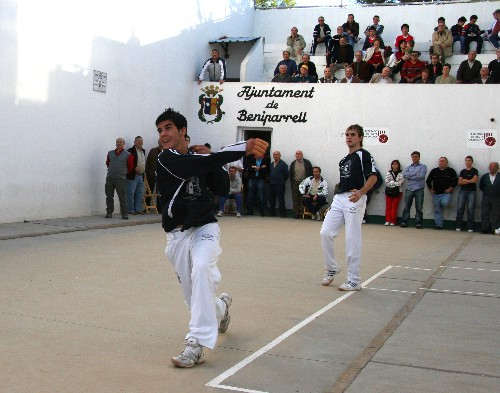
Pelotari golpeando la pelota en un juego de galotxa n la calle artificial de Beniparrell.

La galotxa es una modalidad de pelota valenciana de estilo directo que posee reglas similares a las reglas de la escala i corda (una red en el medio de la cancha, comienzo del juego con el ferida, y solo está permitido que la pelota rebote una vez como máximo en el suelo), diferenciándose en que la galotxa se juega siempre en una calle.
Esta modalidad no cuenta con jugadores profesionales y es muy practicada sobre todo en las comarcas de Huerta de Valencia, Campo de Murviedro, Ribera Baja, Ribera Alta, Hoya de Buñol, Marina Alta y Marina Baja.

## Cancha
Las partidas de galotxa se disputan en una calle. La calle debe medir unos 7 a 8 m de ancho y unos 50 m de largo, si bien estas medidas son variables dependiendo de la localidad. Debido a las dificultades que ha impuesto el aumento de tráfico para la práctica de esta modalidad de pelota son numerosos los ayuntamientos valencianos que han construido calles artificiales. Estas calles cuidan hasta los más mínimos detalles, existiendo en ellas puertas, ventanas y balcones. Entre otras localidades existen calles artificiales en Monserrat, Alfarp, Aldaya, Beniparrell, La Eliana, Meliana, Foyos, Albuixech, Chirivella o Benidorm.
En el centro de la calle, y a una altura de 1,80 m, se coloca una red que divide la cancha en dos mitades. De esta red, a unos 10 a 12 m se sitúa a unos 3 m de altura la cuerda de "Galotxa" o de ferida. Esta cuerda debe superarse en el momento de la ferida e ignorarse en el resto del juego o punto. Y a dos pies de la red de Galotxa, sobre la pared izquierda, se dibuja en el suelo un rectángulo llamado dau. Tanto el dau como la red de Galotxa solo son necesarios cuando se sirve cada quinze, y se ignoran en otras situaciones de juego.
La audiencia se sienta en el suelo a los laterales de la calle, en las veredas, o debajo de la red central. En caso de calles artificiales, en la parte superior de las paredes laterales (o pared lateral) se construyen gradas escalonadas.

## Pelota
Usualmente se suele jugar a galotxa con pelota de badana, que tiene un peso de unos 36 g y un diámetro de 40 mm. Ello es debido a su menor coste ya que al jugarse en la calle es bastante fácil extraviar la pelota y a que debido a su menor dureza comparada con la pelota de vaqueta la hace más apropiada para los aficionados que disputan esta modalidad.

## Reglamento

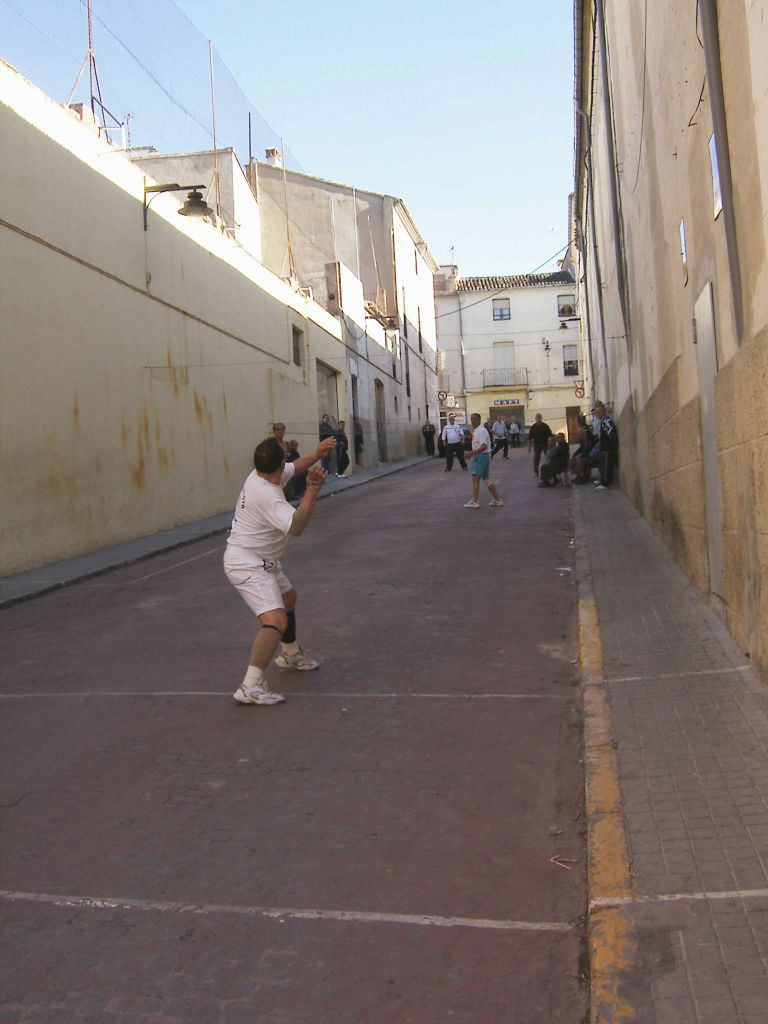
Partida de galotxa en la calle.

Las reglas son las mismas que las de escala i corda adaptadas a las diferentes condiciones de la cancha. La partida se disputa generalmente entre dos equipos de tres pelotaris cada uno  Los equipos suelen distinguirse por uno llevar el color azul y el otro el rojo. El objetivo del juego es pasarse la pelota de badana sobre la cuerda central. La principal diferencia con la escala i corda es la ferida (el saque).
Cada juego vale cinco puntos ganando la partida aquel equipo que llega primero a 70 puntos. Los tantos se cuentan en forma similar al sistema usado en el tenis, 15, 30, val y joc (juego).  El empate en quince se denomina quinzens, y el empate en treinta se denomina a dos.
Para realizar el saque, el feridor desde un sector marcado en su campo lanza la pelota, sin golpearla, debiendo pasar por encima de la cuerda y botar en el dau del campo contrario. Tanto el dau como la cuerda solo son utilizados al sacar para cada quinze, siendo ignorados en las otras situaciones de juego.
Tras esto el equipo contrario ha de devolver la pelota por encima de la cuerda sin dejarla botar o como mucho tras un bote, y golpeándola una sola vez el equipo con la mano. Comete falta y pierde el punto el equipo que no es capaz de devolver la pelota por encima de la cuerda, deja que bote en su campo más de una vez, golpea la pelota con algo que no sea la mano o golpea dos veces seguidas la pelota.

## Competencias
A pesar de su carácter aficionado el mundo de la galotxa es muy activo. Precisamente a esta falta de profesionalidad y a la similitud de sus reglas con la escala i corda, es la modalidad a la que se suele introducir a los niños. Por ello existen infinidad de torneos infantiles. No obstante también existen diferentes torneos para adultos. Entre ellos podemos destacar los siguientes:

### Campeonato de Clubes de Galotxa - Trofeo "El Corte Inglés"
Es el torneo decano de los clubes de este deporte, en seis pueblos que practican este deporte: Godelleta, Alfarp, Monserrat, Alcaser, Riola y Mislata.
Si el juego de la pelota goza de una historia centenaria puede afirmarse, sin temor a equivocarse, que fue con el Trofeo El Corte Inglés cuando empezó su historia como un deporte reglamentado, estructurado en clubes, a imitando las ligas de otros deportes.
A principios del siglo XXI en el torneo participan 75 pueblos y 300 equipos; que movilizan unos 1500 pilotaris, con una media de edad que no supera los 25 años.
A lo largo del torneo iniciado en 1976 distintos jugadores y equipos se han destacado. El legendario equipo de Agustín, Conrado, Sopetes y Gerardo, dominó en los primeros años, cuando siempre se jugaba en las calles. Benavites acaparó buena parte de las alteraciones en la década de 1980 con jugadores de la talla de Héctor, Gollart o Soriano, que no tuvieron sustitutos de garantía. Tras Benavites irrumpió con gran fuerza el pueblo de Sollana gracias a la calidad de un jugador muy carismático Federico; Sollana formó una cantera de magníficos jugadores que les han permitido dominar en la historia del torneo con 8 títulos repartidos entre sus dos clubes. Clásicas formaciones como Godelleta y Monserrat destacaron en las primeras ediciones con jugadores de la talla de Xatet, Colorado, Marcial o Rafa Ortiz. Picasent fichó a Claramunt y Sopetes para vencer por dos años consecutivos. Beniparrell anunció la presencia del juvenil Núñez para vencer en 1989 y Faura metió baza con un joven Álvaro en 1992 sin más continuidad. Masalfasar a pesar de su enorme cantera inscribe su nombre por primera vez en 1998.
Historial
| Año  | Campeón                                                        | Subcampeón                                      | Resultados | Ciudad      |
| ---- | -------------------------------------------------------------- | ----------------------------------------------- | ---------- | ----------- |
| 2011 | Ovocity-Marquesat de Alfarp Angel, Gerardo II, Emilio i Becken | Caja Campo Godelleta Marcos, Juan, Ferdi i Cano | 70-50      | Beniparrell |
| 2010 | El Manar de Masalfasar                                         | Ovocity-Marquesat de Alfarp                     | 70-45      | Monserrat   |
| 2009 | Aj. de Monserrat                                               | Ovocity-Marquesat de Alfarp                     | 70-60      | Faura       |
| 2008 | Cajacampo Godelleta                                            | Tryp Masalfasar                                 | 70-35      | Chirivella  |
| 2007 | CP Beniparrell                                                 | Godelleta                                       | 70-50      | Benifayó    |
| 2006 | CP Beniparrell                                                 | Godelleta                                       | 70-65      | Beniparrell |
| 2005 | Monserrat                                                      | Godelleta                                       | 70-35      | Meliana     |
| 2004 | Godelleta                                                      | Foyos                                           |            |             |
| 2003 | Foyos                                                          | Godelleta                                       |            |             |
| 2002 | Godelleta                                                      | Borbotó                                         |            |             |
| 2001 | Masalfasar                                                     | Foyos                                           |            |             |
| 2000 | Aldaya                                                         | Borbotó                                         |            |             |
| 1999 | Masalfasar                                                     | Foyos                                           |            |             |
| 1998 | Masalfasar                                                     | Borbotó                                         | ---        | Puzol       |
| 1997 | Sollana                                                        | Sollana                                         | ---        | Borbotó     |
| 1996 | Sollana                                                        | Sollana                                         | ---        | Borbotó     |
| 1995 | Sollana                                                        | Borbotó                                         | ---        | Borbotó     |
| 1994 | Sollana                                                        | Llombay                                         | ---        | Sollana     |
| 1993 | Sollana                                                        | Llombay                                         | ---        | Aldaya      |
| 1992 | Faura                                                          | Benavites                                       | ---        | Faura       |
| 1991 | Benavites                                                      | Llombay                                         | ---        | Masalfasar  |
| 1990 | Sollana                                                        | Cuart de les Valls                              | ---        | Beniparrell |
| 1989 | CP Beniparrell                                                 | Benavites                                       | ---        | Godelleta   |
| 1988 | Benavites                                                      | CP Beniparrell                                  | ---        | Godelleta   |
| 1987 | Sollana                                                        | Monserrat                                       | ---        | Monserrat   |
| 1986 | Sollana                                                        | Benavites                                       | ---        | Masalfasar  |
| 1985 | Picasent                                                       | Benavites                                       | ---        | Aldaya      |
| 1984 | Picasent                                                       | Benavites                                       | ---        | Silla       |
| 1983 | Monserrat                                                      | Masalfasar                                      | ---        | Alfarp      |
| 1982 | Benavites                                                      | Monserrat                                       | ---        | Godelleta   |
| 1981 | Benavites                                                      | Godelleta                                       | ---        | Alfarp      |
| 1980 | Alfarp                                                         | Monserrat                                       | ---        | Alfarp      |
| 1979 | Alfarp                                                         | Godelleta                                       | ---        | Alfarp      |
| 1978 | Alfarp                                                         | Mislata                                         | ---        | Godelleta   |
| 1977 | Alfarp                                                         | Mislata                                         | por puntos | ---         |
| 1976 | Godelleta                                                      | Monserrat                                       | por puntos | ---         |

### Campeonato de pueblos de Galotxa - Torneo Interpobles - "Edicom"
El Campeonato Autonómico Interpobles, oficialmente Campeonato de pueblos de Galotxa, es un torneo organizado por la Federación de Pelota Valenciana y patrocinado por Edicom. Tiene la particularidad de ser jugado por "pilotaris" aficionados donde los clubes sólo pueden presentar jugadores de su propia cantera.
Desde 2006 el patrocinador es la empresa Edicom, hecho que ha comportado variedad de nombres a lo largo de su historia; actualmente "Trofeo Intepobles-Edicom", o simplemente "Trofeo Edicom".
Se disputa durante los meses de octubre a diciembre de cada año.
El equipo ganador del "Interpobles" juega la supercopa de galotxa contra el ganador del "Trofeo El Corte Inglés".
Historial
| Año  | Campeón                                                         | Subcampeón                                       | Resultado | Ciudad    |
| ---- | --------------------------------------------------------------- | ------------------------------------------------ | --------- | --------- |
| 2010 | Ovocity Marquesado de Alfarp Terio, Gerardo II, Emilio i Becken | El Manar Masalfasar Moro, Víctor, Ximo y Ramonet | 70-60     | Alfarp    |
| 2009 | El Manar Masalfasar                                             | Ayto. Benidorm                                   | 70-20     | Godelleta |
| 2008 | Tryp Masalfasar                                                 | Caja Campo Godelleta                             | 70-40     | Benifayó  |
| 2007 | Caja Campo Godelleta                                            | Farho Albuixech                                  | 70-60     | Benifayó  |
| 2006 | Ayuntamiento Beniparrell A                                      | Caja Campo Godelleta A                           | 70-55     | Godelleta |
| 2005 | Meliana                                                         | Godelleta                                        |           |           |
| 2004 | Godelleta                                                       | Godelleta                                        |           |           |
| 2003 | Godelleta                                                       | Albuixech                                        |           |           |
| 2002 | Pati Cafetí Masalfasar A                                        | Yuste Masalfasar A                               |           |           |
| 2001 | Ayuntamiento Beniparrell                                        | Pati Cafetí Masalfasar                           |           |           |
| 2000 | CP Beniparrell                                                  | Pati Cafetí Masalfasar                           |           |           |
| 1999 | Pati Cafetí Masalfasar                                          | Sala Jaime I Masalfasar                          |           |           |
| 1998 | Pati Cafetí Masalfasar                                          | Puzol                                            |           |           |
| 1997 | CP Masalfasar                                                   | Construcciones Reunidas Sollana                  |           |           |
| 1996 | Pati Cafetí Masalfasar                                          | Construcciones Reunidas Sollana                  |           |           |
| 1995 | Pati Cafetí Masalfasar                                          | Sollana Urbana                                   |           |           |
| 1994 | Sollana                                                         | Masalfasar                                       |           |           |
| 1993 | Pati Cafetí Masalfasar                                          | Benavites                                        |           |           |
| 1992 | Pati Cafetí Masalfasar                                          | Godelleta                                        |           |           |
| 1991 | Masalfasar A                                                    | Moncada                                          |           |           |
| 1990 | Benavites                                                       | Aldaya                                           |           |           |
| 1989 | No se celebró el campeonato.                                    |                                                  |           |           |
| 1988 | Masamagrell                                                     | Alcácer                                          |           |           |
| 1987 | Alfarp                                                          | Museros                                          |           |           |
| 1986 | Monserrat                                                       | Museros                                          |           |           |

### Supercopa de Galotxa
Es un torneo de Galotxa organizado por la Federación de Pelota Valenciana que enfrenta desde 1996 a partida única en cancha neutral a los vencedores del Trofeo "El Corte Inglés" y el Torneo "Interpobles - Edicom".
| Año  | Campeón                                           | Subcampeón                                                     | Resultado | Ciudad      |
| ---- | ------------------------------------------------- | -------------------------------------------------------------- | --------- | ----------- |
| 2011 | El Manar Masalfasar Javi, Víctor, Ximet i Llorens | Ovocity Marquesat de Alfarp Ángel, Gerardo II, Emilio y Becken | 70-65     | Godelleta   |
| 2010 | El Manar Masalfasar Javi, Víctor, Ximet i Llorens | Ayto. de Montserrat Pasqual II, Jesús Manuel, Voro i Añó       | 70-65     | Beniparrell |
| 2009 | El Manar Massalfassar                             | Caja Campo Godelleta                                           | 70-55     | Godelleta   |
| 2008 | Aj. de Beniparrell                                | Caja Campo Godelleta                                           | 70-35     | Meliana     |
| 2007 | Caja Campo Godelleta                              | Aj. Beniparrell                                                | 70-30     | Beniparrell |
| 2006 | Meliana                                           | Montserrat                                                     | --        | Benifayó    |
| 2005 | Godelleta A                                       | Godelleta B                                                    |           |             |
| 2004 | Godelleta                                         | Foios                                                          |           |             |
| 2003 | P.C. Masalfasar                                   | Godelleta                                                      |           |             |
| 2002 | Godelleta                                         | P.C. Masalfasar                                                |           |             |
| 2001 | P.C. Masalfasar                                   | CP Beniparrell                                                 |           |             |
| 2000 | Aldaya                                            | CP Beniparrell                                                 |           |             |
| 1999 | PC Masalfasar                                     | P.C. Masalfasar                                                |           |             |
| 1998 | PC Masalfasar                                     | Puzol                                                          |           |             |
| 1997 | CP Masalfasar                                     | Sollana                                                        |           |             |
| 1996 | PC Masalfasar                                     | Sollana                                                        |           |             |